# Kasanzewo (Krasnojarsk, Schuschenski)
Kasanzewo (russisch Каза́нцево) ist ein Dorf (selo) in der Region Krasnojarsk in Sibirien, Russland.
Der Ort hat 2171 Einwohner (Stand 14. Oktober 2010). Er liegt am linken Ufer der Oja, wenige Kilometer oberhalb ihrer Einmündung in den Jenissei, sowie an der Fernstraße M54.
Kasanzewo ist Sitz der Landgemeinde (selskoje posselenije) Kasanzewski selsowet, zu der außerdem die kleineren Dörfer Koslowo (3 km südöstlich), Lytkino (11 km nördlich), Nischnjaja Koja (8 km nordwestlich) und Tschichatschowo (4 km nordwestlich, keine ständigen Einwohner) gehören.